# Макефу
Макефу (англ. Makefu) ― одне з чотирнадцяти сіл Ніуе. Населення згідно з переписом 2017 року становило 70 осіб, порівняно з 64 у 2011 році. Сільська громада розташована у північно-західній частині острова та займає площу 17,13 км² на етнічній території племені Моту.